# Chambre des représentants (Népal)
Pour les autres articles nationaux ou selon les autres juridictions, voir Chambre des représentants.
IIe Parlement fédéral
Centre international des congrès (en)
La Chambre des représentants (en népalais : प्रतिनिधि सभा romanisé : Pratinidi Sabha) est la chambre basse du Parlement fédéral, l'organe législatif bicaméral du Népal,  depuis la mise en place de la constitution népalaise de 2015.

## Système électoral
La chambre est composée de 275 députés élus pour un mandat de cinq ans selon un mode de scrutin mixte. Sont ainsi à pourvoir 165 sièges au scrutin uninominal majoritaire à un tour dans autant de circonscriptions électorales, auxquels se rajoutent 110 sièges pourvus au scrutin proportionnel plurinominal de liste selon la méthode de Sainte Lägue avec un seuil électoral de 3 % dans une unique circonscription nationale. Les électeurs votent ainsi sur deux bulletins de vote séparés. 
Le tracé des 165 circonscriptions électorales a été mis en œuvre par une commission de cinq membres présidée par un ancien juge de la cour suprême népalaise, Kamal Narayan Das, dont les résultats sont rendus publics le 30 août 2017. En accord avec l'article 286-12 de la nouvelle constitution népalaise, le tracé de ces circonscriptions ne pourra être modifié qu'une fois passé un délai de vingt ans.
Chaque parti se voit attribuer un logotype officiel représentant un objet dessiné de manière simple et reconnaissable, afin que même les individus ne sachant ni lire ni écrire puissent voter. L'analphabétisme touche en effet plus de 30 % de la population adulte au Népal.
Seuls les partis ayant franchi le seuil électoral de 3 % au scrutin de liste peuvent former un groupe parlementaire avec leurs élus. Les autres partis voient leurs élus enregistrés en tant qu'indépendants.

### Conditions de candidature
Pour être candidat, les conditions suivantes doivent être réunies : être citoyen du Népal, avoir au moins 25 ans, ne pas avoir de casier judiciaire, ne pas être sujet à une inéligibilité issue d'une loi fédérale, et ne pas occuper de poste dont la rémunération est assurée par le gouvernement népalais

## Présidence
| Titulaire                | Début            | Fin               | Parti | Parti     | Réf.   |
| ------------------------ | ---------------- | ----------------- | ----- | --------- | ------ |
| Krishna Prasad Bhattarai | 3 juillet 1959   | 15 décembre 1960  |       | NC        | [ 8 ]  |
| Daman Nath Dhungana      | 23 juin 1991     | 1er octobre 1994  |       | NC        | ,      |
| Ram Chandra Poudel       | 18 décembre 1994 | 23 mars 1999      |       | NC        | [ 10 ] |
| Taranath Ranabhat        | 23 juin 1999     | 28 avril 2006     |       | NC        | ,      |
| Subash Chandra Nemwang   | 13 mai 2006      | 15 janvier 2007   |       | CPN (UML) |        |
| Onsari Gharti Magar      | 16 octobre 2015  | 15 octobre 2017   |       | CPN (MC)  | [ 12 ] |
| Krishna Bahadur Mahara   | 10 février 2018  | 1er octobre 2019  |       | CPN (MC)  | ,      |
| Agni Prasad Sapkota      | 26 janvier 2020  | 18 septembre 2022 |       | CPN (MC)  | [ 15 ] |
| Dev Raj Ghimire          | 19 janvier 2023  | en cours          |       | CPN (UML) | ,      |